# François Jacquet-Francillon
Ne doit pas être confondu avec René Jacquet-Francillon.
François Jacquet-Francillon, né en 1949 est un universitaire et historien français spécialiste de l'histoire de l'éducation en France du XIXe siècle au XXIe siècle.

## Biographie
François Jacquet-Francillon est d’abord agrégé de philosophie, puis bifurque vers les sciences sociales et devient docteur en histoire ; il entame alors une carrière de professeur en sciences de l'éducation à l'Université Charles-de-Gaulle Lille 3.
Il est également co-rédacteur en chef de la Revue française de pédagogie, publiée par l' Institut national de recherche pédagogique (INRP).
Ses travaux, issus de sa thèse de doctorat, portent dans un premier temps sur l'histoire de l'enseignement en France du XIXe siècle à nos jours — incluant notamment le témoignage individuel — pour rendre compte d’une expérience vécue et analysée de l’intérieur,,, examinant l'enseignement mutuel, la rivalité entre clercs et laïques, avant l'entreprise de François Guizot et celle de Gustave Rouland. Il considère les écoles de formation dites écoles normales, évoquant les hussards noirs et bien sûr Jules Ferry, s'intéressant à la pédagogie, à l'évolutions des punitions, des châtiments corporels au bonnet d'âne, aux récompenses symboliques ou matérielles, ainsi qu'à la mixité dans l'enseignement et aux « conquêtes féminines dans l'enseignement »,.
Dans un deuxième temps, l'auteur s'intéresse aux questions posées au système éducatif, telles les transformations de la culture scolaire, ou le statut et la place de la transmission des valeurs morales à l'école.
Dans un troisième temps, concerné par le récit mémoriel, il publie deux essais sur la vie d'avant déportation de ceux qui mourront durant la shoah, suivis d'un ouvrage replaçant le nazisme dans l'histoire des violences collectives.

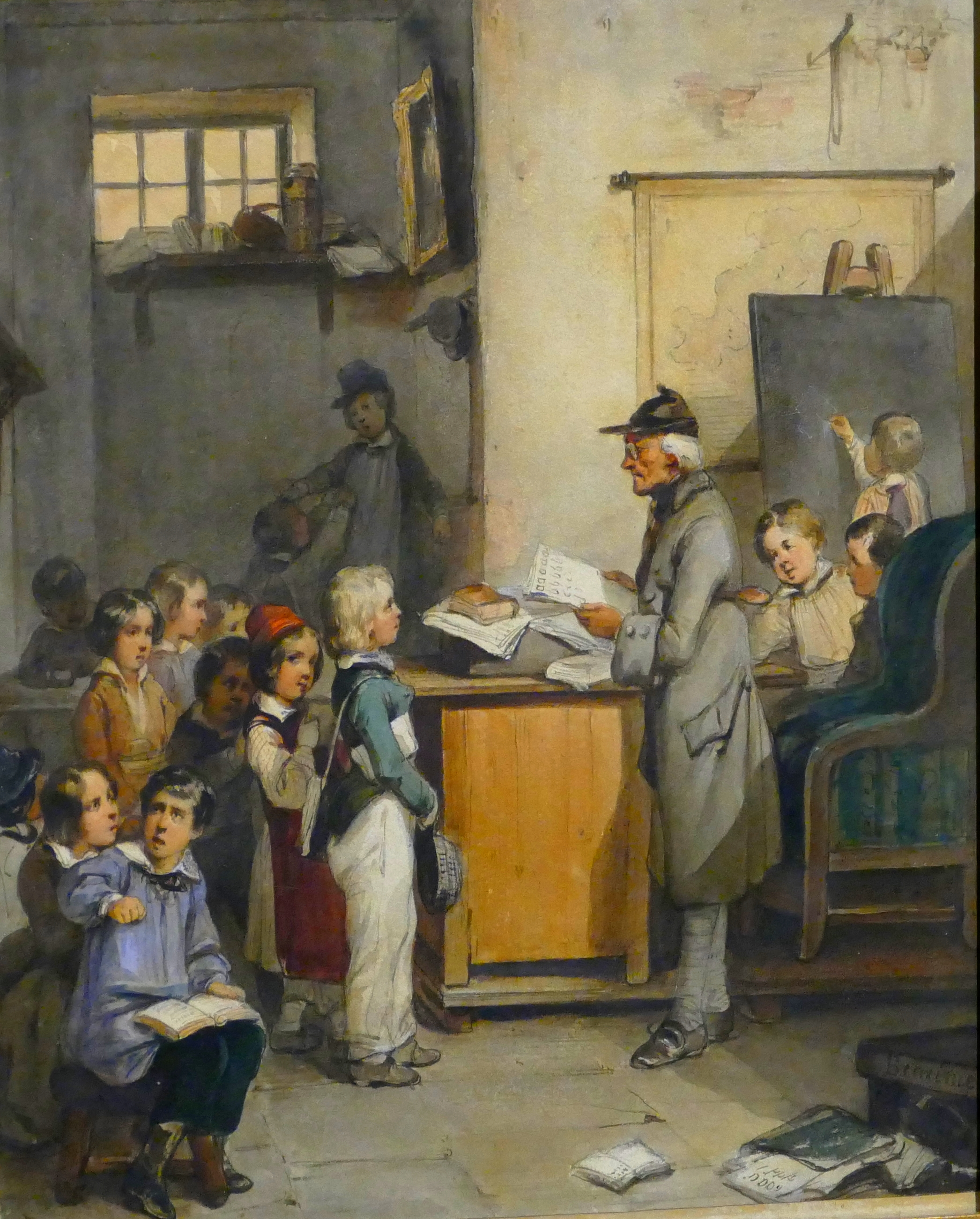
Une petite école vers 1830.
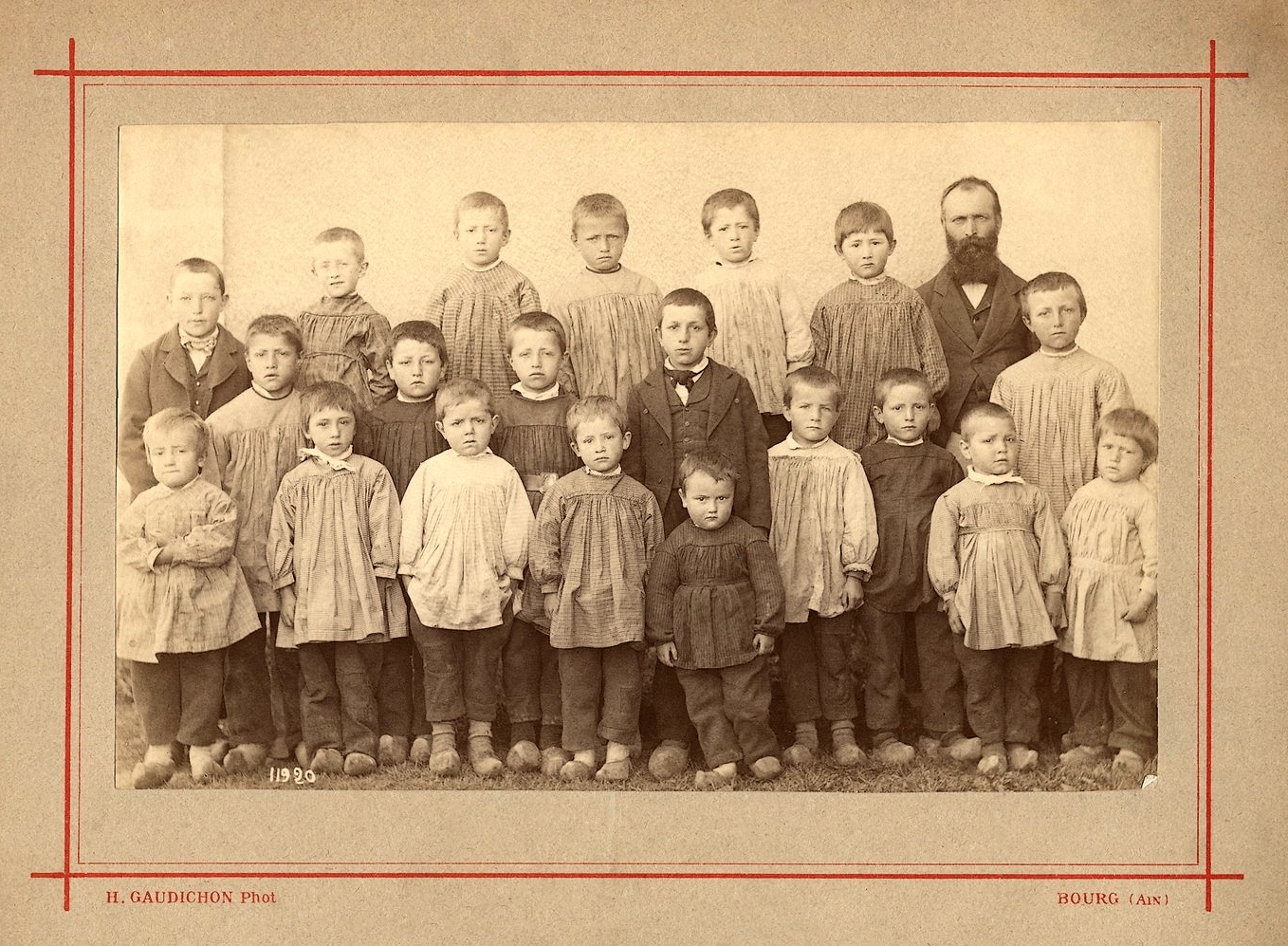
École publique de garçons de Chastel-Nouvel vers 1880.
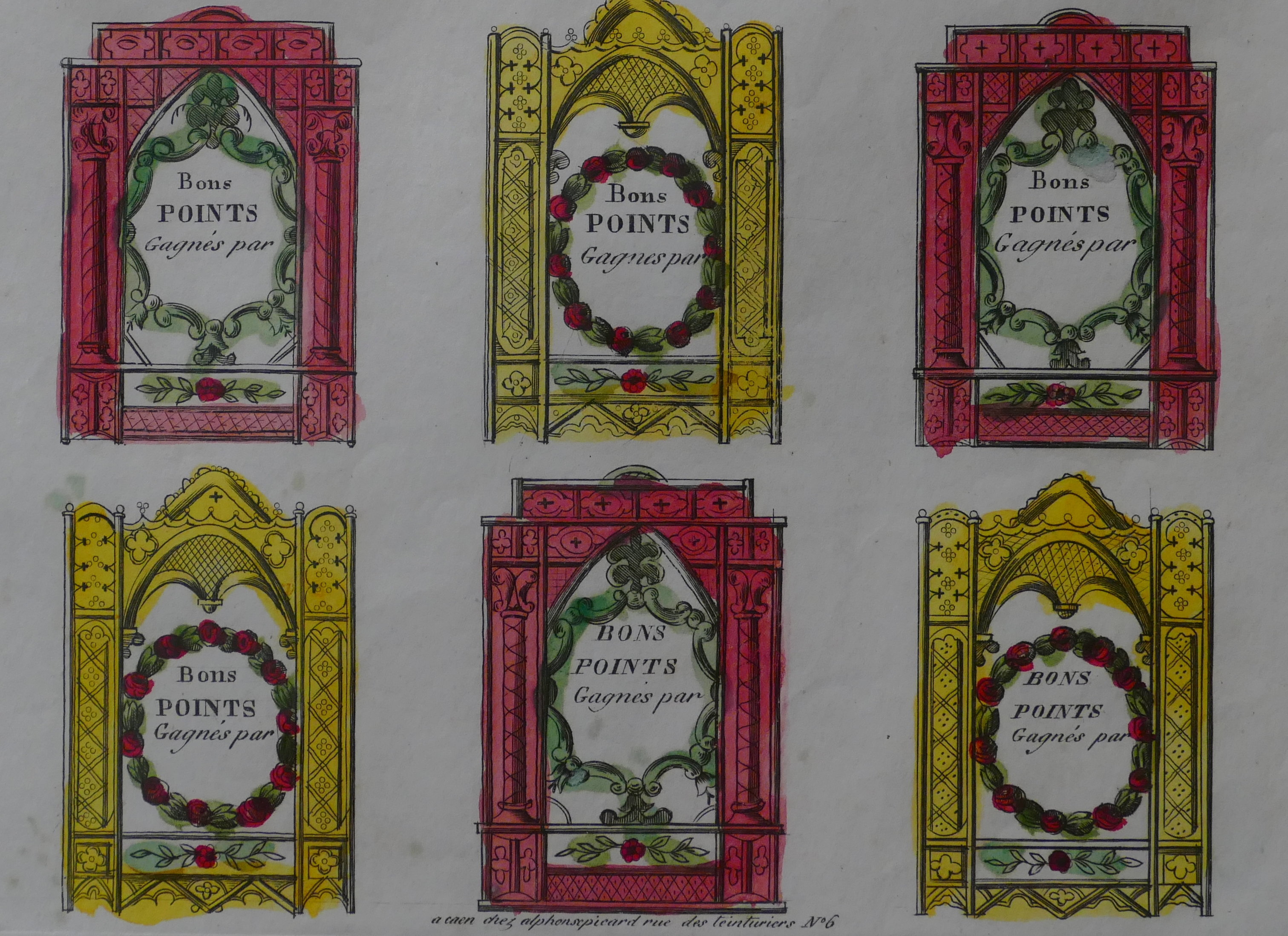
Planche de bons points vers 1830.

## Publications

### Publications principales
- Naissances de l'école du peuple : 1815-1870, Paris, les Éditions de l'Atelier-les Éditions ouvrières, coll. « Patrimoine », 1995, (rééd 2018) (OCLC 407018878, présentation en ligne).
- Instituteurs avant la République : la profession d'instituteur et ses représentations de la monarchie de Juillet au second Empire, Villeneuve d'Ascq, Presses universitaires du Septentrion, 1999, (rééd 2020) (OCLC 708509950, présentation en ligne).
- L'enfant comme personne : un fondement culturel de l'Éducation Nouvelle, L'éducation nouvelle, histoire, présence, avenir, dir. A. Ohayon, D. Ottavi, A . Savoye, Peter Lang, Berne, 2004.
- La naissance de la profession d’instituteur. Éléments pour une sociologie historique, Le Télémaque, n° 28, 2005.
- avec Ehrenhard Skiera, Décrire, analyser, évaluer les pédagogies nouvelles, Lyon, Institut national de recherche pédagogique, 2005 (OCLC 965798155).
- « Les déterminants sociaux de la réussite scolaire », dans Isabelle  Delcambre, Yves Reuter, Didactique du français, le socioculturel en question, Lille, Presses universitaires du Septentrion, 2009, (rééd 2018) (lire en ligne).
- La morale de l'humanité : enquête sur les univers éducatifs, XVIIIe – XXe siècle, Paris, Hermann, 2020 (OCLC 1225566994).
- Michel Bucsbaum Mémoire d'un déporté, Tours, Transmettre, coll. « Témoignages », 2021 (ISBN 9789791092388, OCLC 1313801603).
- Le siècle de ma famille juive, Tours, Transmettre, coll. « Témoignages », 2022.
- Le Nazisme dans l'histoire des violences collectives, Paris/21-Beaune, Éditions Kimé, coll. « Histoire, Le sens de l'histoire », 2023, 246 p. (ISBN 9782380720891).

### Direction d'ouvrage
- avec Denis Kambouchner, La Crise de la culture scolaire : origines, interprétations, perspectives, Presses universitaires de France, 2005 (ISBN 9782130542421, OCLC 300507100, présentation en ligne).
- L'éducation et les politiques de la mémoire : Le discours de la mémoire  (direction et chapitre d'introduction), Revue française de pédagogie, 2008, 163 p. (ISBN 9782734211433, DOI 10.4000/rfp.1021, lire en ligne).
- Une histoire de l'école : anthologie de l'éducation et de l'enseignement en France, XVIIIe – XXe siècle, Paris, Retz, 2010, 1055 p. (ISBN 9782725624969, présentation en ligne)[11],[12].